# Sae Ōtsuka
Sae Ōtsuka (大塚 紗英 Ōtsuka Sae?, 10 de octubre de 1995) es una seiyū y cantante japonesa afiliada a Ace Crew Entertainment. Ella toca la guitarra para la banda Poppin'Party de la franquicia BanG Dream!, que incluye interpretar al personaje Tae Hanazono.

## Carrera
Ōtsuka creció jugando con un piano de juguete que su madre le compró, y escribió su primera canción cuando tenía cinco años después de escuchar una canción infantil. Ella era parte del comité de música de su escuela primaria, que involucraba tocar música durante las asambleas de la mañana, y estaba en el club de banda de su escuela secundaria como trombonista. A la edad de 15 años, Ōtsuka comenzó a actuar en la calle con una guitarra acústica, lo que hizo durante cuatro años.
En diciembre de 2014, Ōtsuka fue reclutado para unirse a la franquicia musical Bushiroad BanG Dream! como el guitarrista Tae Hanazono; en ese momento, no tenía experiencia en actuación de voz ni guitarra eléctrica. Fue presentada formalmente a la banda de la franquicia Poppin'Party durante su segundo concierto en vivo el 14 de junio de 2015. Ōtsuka inspiró varios aspectos del personaje de Tae, como Tae dirigiendo actuaciones callejeras durante la segunda temporada del anime. La amistad de Tae con Rei Wakana de Raise A Suilen también se basa en las conexiones de Ōtsuka con la actriz de voz de Rei y colega de Ace Crew, Raychell. Ōtsuka actuaría con RAS durante su papel como banda de respaldo en 2018 y como invitado en su debut en vivo; también hizo apariciones especiales en el espectáculo Heaven and Earth de la banda en 2019 y su obra de teatro en 2020. A finales de 2021, Ōtsuka y su compañera de banda Poppin'Party, Aimi, dirigieron una serie de espectáculos de guitarra acústica, llamados Kasumi and Tae's Stay After School Tour, con actuaciones en los lugares de Namba, Nagoya y Yokohama de Zepp.
En 2020, se unió a la franquicia D4DJ de Bushiroad como Nagisa Tsukimiyama, guitarrista del grupo Rondo.
Como solista, la primera canción de Ōtsuka, "What's your Identity?" se utilizó como apertura japonesa del programa animado chino Egg Car en 2019. Avant-title, su miniálbum debut, se lanzó el 26 de febrero de 2020.

## Vida personal
Ōtsuka posee numerosas mascotas como conejos y pájaros, el primero de los cuales fue adoptado como un rasgo de carácter para Tae.

## Filmografía

### Anime
2017
- BanG Dream!, Tae Hanazono

2018
- BanG Dream! Girls Band Party! Pico, Tae Hanazono

2019
- BanG Dream! 2nd Season, Tae Hanazono
- Future Card Buddyfight Ace, Maria Itake

2020
- BanG Dream! 3rd Season, Tae Hanazono
- BanG Dream! Girls Band Party! Pico: Ohmori, Tae Hanazono
- ReBirth for You, Juri Torigoe
- D4DJ First Mix, Nagisa Tsukimiyama

2021
- BanG Dream! Girls Band Party! Pico Fever, Tae Hanazono
- Remake Our Life!, Yurika Hiyama

### Películas
2019
- BanG Dream! Film Live, Tae Hanazono

2021
- BanG Dream! Episode of Roselia (Yakusoku y Song I am.), Tae Hanazono
- BanG Dream! Film Live 2nd Stage, Tae Hanazono

2022
- BanG Dream! Poppin'Dream!, Tae Hanazono